# Sphagneticola
Sphagneticola là một chi thực vật có hoa trong họ Cúc (Asteraceae).

## Loài
Chi Sphagneticola gồm các loài: